# Gelliodes persica
Gelliodes persica är en svampdjursart som beskrevs av Fromont 1995. Gelliodes persica ingår i släktet Gelliodes och familjen Niphatidae.
Artens utbredningsområde är Nya Kaledonien. Inga underarter finns listade i Catalogue of Life.